# Lotniczy karabin maszynowy

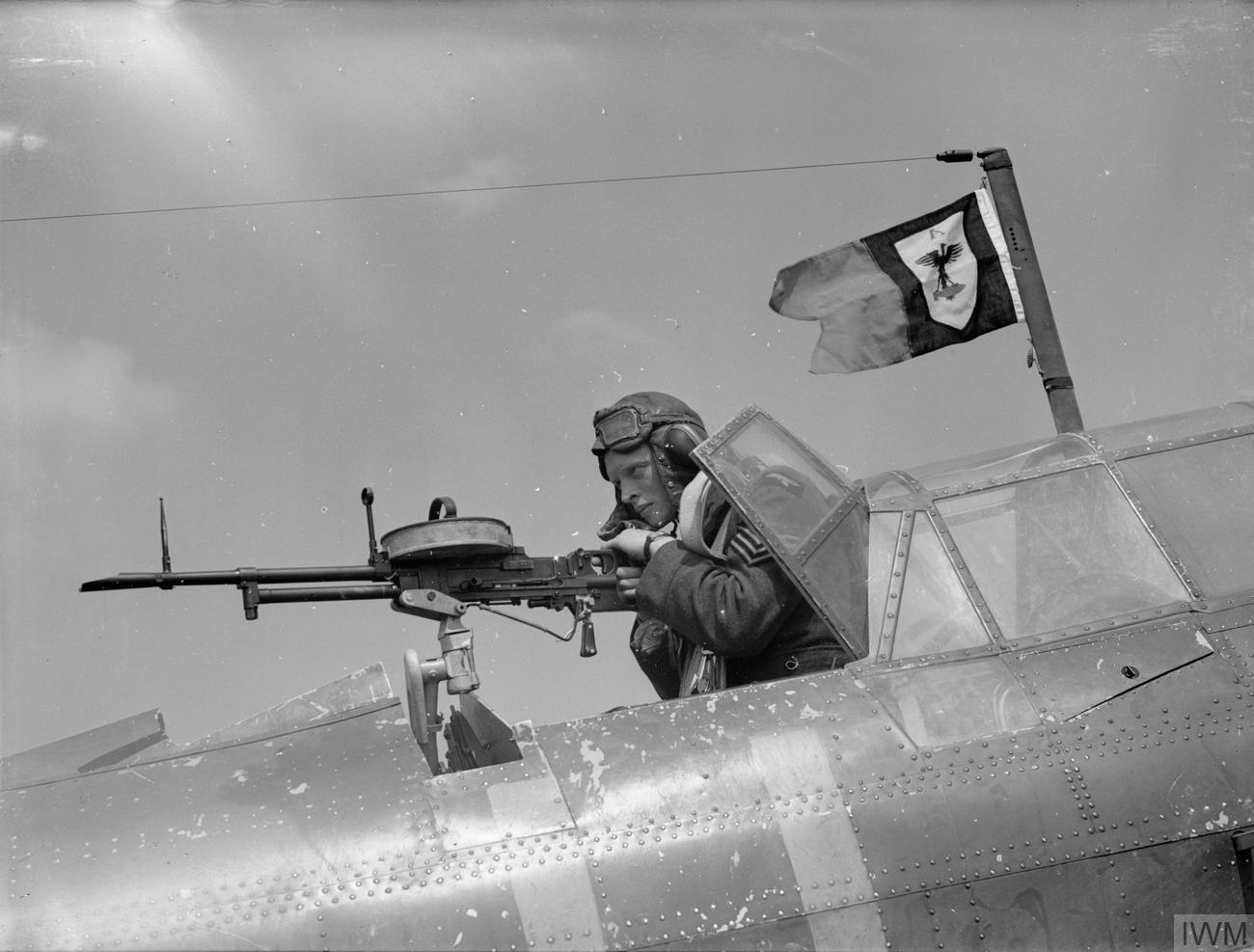
Lotniczy karabin maszynowy Vickers K na tylnym stanowisku strzeleckim brytyjskiego bombowca Fairey Battle (1940)

Lotniczy karabin maszynowy – karabin maszynowy przystosowany do użycia jako broń lotnicza, do montażu na pokładzie samolotu, śmigłowca lub sterowca.
Początkowo rolę lotniczych karabinów maszynowych pełniły odpowiednio przystosowane ręczne, lekkie, ciężkie i wielkokalibrowe karabiny maszynowe. Przystosowanie do nowych zadań obejmowało z reguły wyeliminowanie wodnego chłodzenia lufy, zwiększenie szybkostrzelności, zastąpienie taśm ciągłych, rozsypnymi (w przypadku karabinów maszynowych zasilanych taśmowo), wprowadzenie magazynków o dużej pojemności (w przypadku broni zasilanej magazynkowo), a także zastosowanie specjalnych urządzeń celowniczych. W przypadku broni montowanych na stałe w kadłubie i strzelających przez śmigło, konieczne stało się opracowanie mechanizmów synchronizujących.
Z czasem wzrost wymagań wobec lotniczych karabinów maszynowych (niezawodne działanie w temperaturach od +60 do –60 °C, przy kątach podniesienia od +90 do –90°, mała masa, wysoka szybkostrzelność) spowodował powstanie wyspecjalizowanych lotniczych karabinów maszynowych. Po II wojnie światowej lotnicze karabiny maszynowe zostały prawie całkowicie zastąpione przez działka lotnicze. Obecnie używane lotnicze karabiny maszynowe są najczęściej instalowane na ruchomych stanowiskach strzeleckich w śmigłowcach.
Lotnicze karabiny maszynowe można podzielić ze względu na sposób mocowania na:
- stałe (mocowane w kadłubie lub skrzydłach) – obsługiwane przez pilota.
- ruchome (mocowane w ruchomych stanowiskach strzeleckich) – obsługiwane przez strzelców pokładowych.